# Jan Almužník
Svatý Jan Almužník (jiná jména viz níže; 2. polovina 6. století Amathous, Kypr – 11. listopad  619 / 620 Kypr) byl patriarcha alexandrijský v letech 610 /611/2 – 619/620. Pravoslavnými církvemi i katolickou církví je uctíván jako svatý. Jeho kult významně zasáhl Slovensko, kde se v současnosti nacházejí jeho ostatky. Pravoslavná církev si ho připomíná 12. listopadu. Katolická církev slaví jeho svátek 11. listopadu, v Římském martyrologii z roku 1956 byla vzpomínka uvedena na 23. ledna. Na Slovensku se jeho svátek také připomíná 23. ledna, na výročí přenesení jeho ostatků do bratislavské katedrály svatého Martina. Podle některých názorů může tento den být i dnem jeho biskupského svěcení. Jan byl původním patronem maltézských rytířů. 
- Jan Almužník
- Jan Milosrdný, také Jan Milostivý
- Ióannes Eleémon (Ιωάννης Ελεήμων) , jiné přepisy: Ioannes Eleemon, Ióannés Eleémon (v překladu Milosrdný)
- Jan Eleemosynarius
- latinsky Ioannes Eleemosynarius, Joannes Eleemosynarius, Joannes Misericors, Ioannes Misericors, Iohannes Eleemosynarius alebo Johannes Eleemosynarius
- jako alexandrijský patriarcha: Jan V. nebo Jan III. (jako chalcedonský - pravoslavný patriarcha)

## Život
Jan se narodil někdy ve druhé polovině 6. století na byzantském Kypru jako syn bohatého kyperského správce jménem Štefan nebo Epifanios. V mládí získal přiměřené vzdělání. Původně neplánoval duchovní cestu, měl ženu a minimálně dvě děti. Zvrat nastal poté, co jeho rodina zemřela. Jan prodal majetek a začal vést zbožný život, věnoval se dobročinné a charitativní činnosti. Zvěsti o jeho osobě se prostřednictvím patrikie Nikétu dostaly k císaři Herakleiovi, který Jana ustanovil patriarchou v egyptské Alexandrii.
Jan post přijal až po velkém naléhání. I v Alexandrii pokračoval v dobročinném působení. Nechal vystavět četné sirotčince, nemocnice a porodnice. Zakládal nové chrámy a podporoval kláštery, sám měl v Alexandrii založit dva nové monastýry. Prosazoval chalcedonské křesťanství v jinak miafyzitském ( monofyzitském) Egyptě. Přestože císaři dosazení chalcedonští patriarchové byli v Egyptě obvykle neoblíbení (předchozí patriarcha Teodor I. byl dokonce zavražděn), Jan si díky své lidumilné činnosti získal všeobecnou popularitu.
Zavedl pravidelné dávky chudým, které nazýval svými pány a bojoval proti korupci a nepravostem úředníků. Každou středu a pátek měl sedávat před chrámem, takže každý měl svobodný přístup k jeho osobě. Jeho dobrými známými byli jeruzalémský patriarcha Sofronios a Jan Moschos, který mu dokonce v úřadu pomáhal. Poté, co do Byzance vtrhli Peršané a obsadili rozsáhlá území na východě říše, pomáhal uprchlíkům z Palestiny a jeruzalémskému patriarchovi Modestovi . Po vyplenění Jeruzaléma poskytl obětem peníze a velké zásoby jídla, oblečení a dalšího potřebného materiálu na obnovu města. Značnou částku peněz utratil i na vykoupení zajatců. Potřebným pomáhal bez ohledu na jejich vyznání. Zastal se Vitala z Gazy (později také svatořečeného) při křivém obvinění. 
Poté, co Peršané o 5 let ohrozili i Egypt, nemohl Jan pokračovat v jeho činnosti. Proto na pozvání patrikia Nikétu odplul spolu se Sofrioniem a Moschem na lodi do Konstantinopole. Po cestě se však možná pro špatný zdravotní stav zastavil na rodném Kypru, kde někdy v roce 619/620 zemřel.

## Kult
Jan byl autorem životopisu svatého Tychona, ze kterého však zůstaly jen části. O Janově životě se dozvídáme ze dvou životopisů, jeden vytvořili jeho přátelé Jan Moschos a Sofronios Jeruzalémský (zachovaly se jen části v rámci jiného díla), druhý napsal Leontios Neapolský. Právě Leontiovo dílo je cenným pramenem pro studium městského života v Janově době. Přeloženo bylo i do latiny a světec tak byl znám i na Západě.
Většina svatých ostatků patriarchy Jana však spočívala v Konstantinopoli až do 15. století, kdy byla osmanským sultánem Bajazidem II. darována jako diplomatický dar uherskému králi Matyášu Korvínovi . Král nechal pozůstatky uložit v Královské kapli v Budíně . Odtud byly po bitvě u Moháče přeneseny do Bratislavy a později, 23. ledna 1632 uloženy v Dómu svatého Martina. Kardinál Peter Pázmaň nechal Janovi v katedrále vyhotovit zvláštní pomník. V 18. století nechal ostřihomský arcibiskup Imrich Esterházy světci v chrámu vystavět barokní kapli, vyzdobenou rakouským sochařem Georgem Rafaelem Donnerem. Tělo světce má být dodnes dobře zachováno, v současnosti je uloženo v kapli ve schránce nad oltářem. Jeho relikvie jsou jediné celistvé (ale ne úplné) pozůstatky světce v Bratislavské arcidiecézi. Část relikvie byla věnována světcovu rodnému ostrovu Kypru a ruským pravoslavným mnichům.